# Erich Friedlaender
Erich Friedlaender (* 6. Dezember 1883 in Berlin; † 9. Februar 1958 in Sydney) war ein deutscher Psychiater. Er wurde 1927 Direktor der Lippischen Heil- und Pflegeanstalt Lindenhaus bei Lemgo und engagierte sich während der Weimarer Republik berufspolitisch in Debatten um Einsparungsmöglichkeiten in der Anstaltspsychiatrie. Als getaufter Jude wurde er 1933 von seinem Posten vertrieben und emigrierte 1939 nach Australien.

## Leben
Das einzige Kind des Arztes Julius Friedlaender (1851–1902) und seiner Ehefrau Fanny (1860–1940) besuchte das Königstädtische Gymnasium Berlin und von 1901 an das Königliche Gymnasium Thorn, wo er am 16. März 1903 das Abitur ablegte. Erich Friedlaender studierte anschließend Medizin in Berlin und Gießen. Von März 1908 bis März 1909 war er als Medizinalpraktikant in der Inneren Abteilung des Städtischen Krankenhauses Wiesbaden tätig. Am 1. April 1909 erhielt er die Approbation und ließ sich als Landarzt in Roßdorf nieder. 1912 wechselte er nach Kemel.
Auf eine Stellenausschreibung hin bewarb sich Friedlaender bei der Lippischen Heil- und Pflegeanstalt Lindenhaus, wo er im Juni 1914 als Abteilungsarzt angestellt wurde. Nachdem der Anstaltsdirektor Wilhelm Alter junior 1917 zum Kriegsernährungsamt beurlaubt worden war, stellte man Friedlaender vom Heeresdienst zurück, um die ärztliche Versorgung von Lindenhaus sicherzustellen. Friedlaender promovierte 1918 an der Universität Gießen Zur Behandlung und Beurteilung syphilogener Geisteskrankheiten zum Doktor der Medizin.
Friedlaender war in Lindenhaus zunächst nur mit einem privatrechtlichen Vertrag angestellt. Nach dem Wechsel Wilhelm Alters nach Düsseldorf wurde der eigentliche Direktorenposten eingespart. Friedländer erhielt ein Drittel der Vertretung. Er wurde 1922 verbeamtet und trat in die SPD ein. Als 1926 die Wiederbesetzung des Direktorenpostens anstand, erhielt Friedlaender die Stelle auf Grund einer positiven Stellungnahme Hermann Simons. Zum 1. Juli 1927 wurde er offiziell Direktor der Anstalt. In seiner Eigenschaft als Anstaltsdirektor führte er einen Professoren-Titel ohne habilitiert zu sein.
Nach der nationalsozialistischen „Machtergreifung“ wurde Friedlaender, der als Jude sich mit 16 Jahren hatte evangelisch taufen lassen, am 27. März 1933, also noch vor Erlass des Gesetzes zur Wiederherstellung des Berufsbeamtentums  mit sofortiger Wirkung in den vorläufigen Ruhestand versetzt. Am 15. August 1933 erfolgte seine endgültige Versetzung in den Ruhestand, mit gekürzten Bezügen. Friedlaender war bereits nach Wiesbaden gezogen, wo er ab Februar 1935 als Facharzt für Nerven- und Geisteskrankheiten praktizierte. Als Ende September 1938 die Approbation jüdischer Ärzte erlosch, konnte er auch nicht mehr praktizieren.
Friedlaender emigrierte am 10. Juni 1939 über Rotterdam nach Sydney in Australien. Dort wurde er 1941 nach Ablegung des medizinischen Examens als Arzt zugelassen und nahm nach dem erzwungenen Verlust der deutschen Staatsbürgerschaft die britische an.

## Wirken
In seinen während der Weimarer Republik erschienenen wissenschaftlichen Arbeiten beschäftigte sich Friedlaender mit psychopathologischen und neurologischen, berufspolitischen und versorgungswirtschaftlichen Themen der Anstaltspsychiatrie. Er war im 1921 gegründeten Reichsverband beamteter deutscher Psychiater (R.V.) aktiv, in dem er eine wichtige Rolle spielte. Insbesondere engagierte er sich in den Spardiskussionen im Zeichen der Weltwirtschaftskrise. Mit seinem Aufsatz „Eine Gefahr für die deutsche Irrenpflege“ kritisierte er 1930 die Versuche verschiedener Landesverwaltungen und des Reichssparkommissars, Friedrich Saemisch, mit Gutachten von Verwaltungsbeamten nach Einsparmöglichkeiten in der Anstaltspsychiatrie zu suchen. Friedlaender bemühte sich dabei darum, die Gleichberechtigung der Psychiatrie gegenüber anderen medizinischen Disziplinen zu etablieren. 1931 gewann er den zweiten Preis im Preisausschreiben des Deutschen Vereins für Psychiatrie zur Frage „Kann die Versorgung von Geisteskranken billiger gestaltet werden und wie?“ In seinem Beitrag verteidigte er die geschlossene Anstaltsfürsorge gegenüber der offenen Fürsorge (Außenfürsorge) und kommunalen Modellen und sprach sich gegen eine „Entleerung der Anstalten“ aus.

## Schriften
- Zur Behandlung und Beurteilung syphilogener Geisteskrankheiten. In: Zeitschrift für die gesamte Neurologie und Psychiatrie. 43 (1918), S. 369–419.
- Eine Gefahr für die Deutsche Irrenfürsorge. In: Allg. Zeitschrift für Psychiatrie. 93 (1930), S. 194–205.
- Kann die Versorgung der Geisteskranken billiger gestaltet werden und wie? In: Psychiatrisch neurologische Wochenschrift. 34 (1931), S. 373–381.